# Deltote manga
Deltote manga is een vlinder van de familie van de uilen (Noctuidae). De wetenschappelijke naam van deze soort is voor het eerst voorgesteld als Eustrotia manga door Pierre Viette in een publicatie uit 1982.
De soort komt voor op Madagaskar.